# FC Svratka Brno
FC Svratka Brno (celým názvem: Football Club Svratka Brno) je český fotbalový klub, který organizuje činnost svých členů ve sportovních areálech v Brně-Žabovřeskách a Komíně. Od sezony 2017/18 působí v Přeboru Jihomoravského kraje (5. nejvyšší soutěž). Má velký počet mládežnických týmů, od nejmladších přípravek po starší dorost. Klub vznikl 25. června 2007 spojením menších klubů s dlouhou historií – FK FC Žabovřesky (založen 1920) a FC Komín (1932).
V klubu trénoval Jan Kopenec, hráčsky zde působil mj. Milan Macík.
V minulosti se kluby potýkaly s problémy jak na svém hřišti umožnit trénink všem věkovým kategoriím v dostatečných časech. To často vyústilo do situace, že v jedné chvíli bylo například na hřišti v Žabovřeskách i 60 dětí. Celá situace se vyřešila spojením obou sportovních klubů do jednoho – FC Svratka Brno. Tak vznikl dostatečný časový prostor jak pro přípravky a žáky, kteří nyní trénují jen v Žabovřeskách (pod názvem Tréninkové středisko mládeže), tak pro dorost a muže, kteří trénují v Komíně. Také tím vznikla možnost, že v případě jakékoliv havárie na jednom z hřišť je možné sehrát utkání na druhém hřišti vzhledem k jejich vzájemné blízkosti.

## Historické názvy
- 2007 – FC Svratka Brno, o. s. (Football Club Svratka Brno, občanské sdružení)
- 2016 – FC Svratka Brno, z. s. (Football Club Svratka Brno, zapsaný spolek)

## Umístění v jednotlivých sezonách
Stručný přehled
Zdroj:
- 2007–2008: I. B třída Jihomoravského kraje – sk. B
- 2008–2015: I. B třída Jihomoravského kraje – sk. A
- 2015–2017: I. A třída Jihomoravského kraje – sk. A
- 2017– : Přebor Jihomoravského kraje

Jednotlivé ročníky
Zdroj:
Legenda: Z – zápasy, V – výhry, R – remízy, P – porážky, VG – vstřelené góly, OG – obdržené góly, +/− – rozdíl skóre, B – body, červené podbarvení – sestup, zelené podbarvení – postup, fialové podbarvení – reorganizace, změna skupiny či soutěže
| Česko (2007 –) |                                         |        |    |    |   |    |    |    |     |    |        |
| Sezóny         | Liga                                    | Úroveň | Z  | V  | R | P  | VG | OG | +/− | B  | Pozice |
| 2007/08        | I. B třída Jihomoravského kraje – sk. B | 7      | 26 | 9  | 7 | 10 | 32 | 36 | −4  | 34 | 8.     |
| 2008/09        | I. B třída Jihomoravského kraje – sk. A | 7      | 26 | 10 | 7 | 9  | 58 | 34 | +24 | 37 | 10.    |
| 2009/10        | I. B třída Jihomoravského kraje – sk. A | 7      | 26 | 11 | 5 | 10 | 48 | 35 | +13 | 38 | 6.     |
| 2010/11        | I. B třída Jihomoravského kraje – sk. A | 7      | 26 | 9  | 4 | 13 | 42 | 49 | −7  | 31 | 9.     |
| 2011/12        | I. B třída Jihomoravského kraje – sk. A | 7      | 26 | 10 | 3 | 13 | 36 | 50 | −14 | 33 | 10.    |
| 2012/13        | I. B třída Jihomoravského kraje – sk. A | 7      | 26 | 11 | 5 | 10 | 38 | 37 | +1  | 38 | 7.     |
| 2013/14        | I. B třída Jihomoravského kraje – sk. A | 7      | 26 | 11 | 5 | 10 | 49 | 54 | −5  | 38 | 6.     |
| 2014/15        | I. B třída Jihomoravského kraje – sk. A | 7      | 26 | 20 | 1 | 5  | 81 | 36 | +45 | 61 | 2.     |
| 2015/16        | I. A třída Jihomoravského kraje – sk. A | 6      | 26 | 11 | 7 | 8  | 67 | 43 | +24 | 40 | 6.     |
| 2016/17        | I. A třída Jihomoravského kraje – sk. A | 6      | 26 | 21 | 3 | 2  | 86 | 26 | +60 | 66 | 1.     |
| 2017/18        | Přebor Jihomoravského kraje             | 5      | 30 | 12 | 8 | 10 | 69 | 52 | +17 | 44 | 8.     |
| 2018/19        | Přebor Jihomoravského kraje             | 5      | 30 | 10 | 4 | 16 | 60 | 75 | −15 | 34 | 12.    |
| 2019/20        | Přebor Jihomoravského kraje             | 5      | 15 | 6  | 1 | 8  | 26 | 42 | -16 | 19 | 10.    |
| 2020/21        | Přebor Jihomoravského kraje             | 5      | 6  | 6  | 0 | 3  | 22 | 17 | +5  | 18 | 6.     |
| 2021/22        | Přebor Jihomoravského kraje             | 5      | 30 | 10 | 6 | 14 | 44 | 54 | -10 | 36 | 10.    |
| 2022/23        | Přebor Jihomoravského kraje             | 5      | 30 | 12 | 7 | 11 | 55 | 62 | -7  | 43 | 8.     |
| 2023/24        | Přebor Jihomoravského kraje             | 5      | 30 | 9  | 6 | 15 | 43 | 49 | -6  | 33 | 12.    |
| 2024/25        | Přebor Jihomoravského kraje             | 5      | 30 | 14 | 7 | 9  | 68 | 50 | +18 | 49 | 6.     |

## FC Svratka Brno „B“
FC Svratka Brno „B“ je rezervním týmem Svratky Brno, který od sezony 2018/19 nastupuje v nejnižší krajské soutěži.

### Umístění v jednotlivých sezonách
Stručný přehled
Zdroj:
- 2007–2011: Brněnský městský přebor
- 2011–2012: Brněnská městská soutěž – sk. A
- 2012–2018: Brněnský městský přebor
- 2018–2019: I. B třída Jihomoravského kraje – sk. A
- 2019–2022: I. B třída Jihomoravského kraje – sk. B
- 2022–: I. B třída Jihomoravského kraje – sk. A

Jednotlivé ročníky
Zdroj:
Legenda: Z – zápasy, V – výhry, R – remízy, P – porážky, VG – vstřelené góly, OG – obdržené góly, +/− – rozdíl skóre, B – body, červené podbarvení – sestup, zelené podbarvení – postup, fialové podbarvení – reorganizace, změna skupiny či soutěže
| Česko (2007 –) |                                         |        |    |    |   |    |     |    |     |    |        |
| Sezóny         | Liga                                    | Úroveň | Z  | V  | R | P  | VG  | OG | +/− | B  | Pozice |
| 2007/08        | Brněnský městský přebor                 | 8      | 26 | 10 | 3 | 13 | 56  | 61 | −5  | 33 | 10.    |
| 2008/09        | Brněnský městský přebor                 | 8      | 26 | 8  | 4 | 14 | 48  | 64 | −16 | 28 | 11.    |
| 2009/10        | Brněnský městský přebor                 | 8      | 26 | 6  | 7 | 13 | 46  | 65 | −19 | 25 | 11.    |
| 2010/11        | Brněnský městský přebor                 | 8      | 26 | 5  | 1 | 20 | 40  | 88 | −48 | 16 | 14.    |
| 2011/12        | Brněnská městská soutěž – sk. A         | 9      | 16 | 10 | 1 | 5  | 53  | 28 | +25 | 31 | 1.     |
| 2011/12        | Brněnská městská soutěž – o postup      | 9      | 8  | 4  | 1 | 3  | 25  | 14 | +11 | 13 | 3.     |
| 2012/13        | Brněnský městský přebor                 | 8      | 26 | 6  | 5 | 15 | 52  | 79 | −27 | 23 | 12.    |
| 2013/14        | Brněnský městský přebor                 | 8      | 26 | 6  | 4 | 16 | 46  | 70 | −24 | 22 | 13.    |
| 2014/15        | Brněnský městský přebor                 | 8      | 26 | 8  | 5 | 13 | 56  | 72 | −16 | 29 | 11.    |
| 2015/16        | Brněnský městský přebor                 | 8      | 24 | 10 | 5 | 9  | 65  | 62 | +3  | 35 | 5.     |
| 2016/17        | Brněnský městský přebor                 | 8      | 26 | 16 | 2 | 8  | 77  | 45 | +32 | 50 | 2.     |
| 2017/18        | Brněnský městský přebor                 | 8      | 26 | 19 | 3 | 4  | 101 | 32 | +69 | 60 | 1.     |
| 2018/19        | I. B třída Jihomoravského kraje – sk. A | 7      | 26 | 11 | 4 | 11 | 60  | 53 | +7  | 37 | 7.     |
| 2019/20        | I. B třída Jihomoravského kraje – sk. B | 7      | 13 | 4  | 1 | 8  | 22  | 31 | −9  | 13 | 11.    |
| 2020/21        | I. B třída Jihomoravského kraje – sk. B | 7      | 10 | 1  | 2 | 7  | 12  | 24 | −12 | 5  | 13.    |
| 2021/22        | I. B třída Jihomoravského kraje – sk. B | 7      | 26 | 9  | 2 | 15 | 51  | 74 | −23 | 29 | 11.    |
| 2022/23        | I. B třída Jihomoravského kraje – sk. A | 7      | 26 | 11 | 2 | 13 | 62  | 88 | −26 | 35 | 7.     |
| 2023/24        | I. B třída Jihomoravského kraje – sk. A | 7      | 26 | 12 | 5 | 9  | 58  | 59 | −1  | 41 | 4.     |

## FC Svratka Brno „C“
FC Svratka Brno „C“ je druhým rezervním týmem Svratky Brno, který hraje v Brněnské městské soutěži (8. nejvyšší soutěž).

### Umístění v jednotlivých sezonách
Stručný přehled
Zdroj:
- 2007–2009: Brněnská městská soutěž
- 2015–2021 : Brněnská městská soutěž
- 2022-: Brněnský městský přebor

Jednotlivé ročníky
Zdroj:
Legenda: Z – zápasy, V – výhry, R – remízy, P – porážky, VG – vstřelené góly, OG – obdržené góly, +/− – rozdíl skóre, B – body, červené podbarvení – sestup, zelené podbarvení – postup, fialové podbarvení – reorganizace, změna skupiny či soutěže
| Česko (2007 – )                                                 |                         |        |    |    |   |    |    |    |     |    |        |
| Sezóny                                                          | Liga                    | Úroveň | Z  | V  | R | P  | VG | OG | +/− | B  | Pozice |
| 2007/08                                                         | Brněnská městská soutěž | 9      | 22 | 8  | 3 | 11 | 45 | 65 | −20 | 27 | 10.    |
| 2008/09                                                         | Brněnská městská soutěž | 9      | 24 | 4  | 4 | 16 | 37 | 70 | −33 | 16 | 13.    |
| V letech 2009–2015 nebylo C-mužstvo přihlášeno v žádné soutěži. |                         |        |    |    |   |    |    |    |     |    |        |
| 2015/16                                                         | Brněnská městská soutěž | 9      | 20 | 3  | 4 | 13 | 37 | 62 | −25 | 13 | 10.    |
| 2016/17                                                         | Brněnská městská soutěž | 9      | 24 | 13 | 3 | 8  | 68 | 57 | +11 | 42 | 4.     |
| 2017/18                                                         | Brněnská městská soutěž | 9      | 22 | 7  | 3 | 12 | 54 | 60 | −6  | 24 | 7.     |
| 2018/19                                                         | Brněnská městská soutěž | 9      | 22 | 5  | 3 | 14 | 53 | 94 | −41 | 18 | 11.    |
| 2019/20                                                         | Brněnská městská soutěž | 9      | 12 | 6  | 0 | 6  | 36 | 36 | 0   | 18 | 6.     |
| 2020/21                                                         | Brněnská městská soutěž | 9      | 9  | 3  | 1 | 5  | 24 | 21 | +3  | 10 | 8.     |
| 2021/22                                                         | Brněnská městská soutěž | 9      | 26 | 15 | 2 | 9  | 87 | 50 | +37 | 47 | 4.     |
| 2022/23                                                         | Brněnský městský přebor | 8      | 26 | 8  | 4 | 14 | 45 | 72 | -27 | 28 | 10.    |
| 2023/24                                                         | Brněnský městský přebor | 8      | 26 | 13 | 2 | 11 | 61 | 55 | +6  | 41 | 7.     |